# Leichtathletik-Weltmeisterschaften 1993/1500 m der Frauen

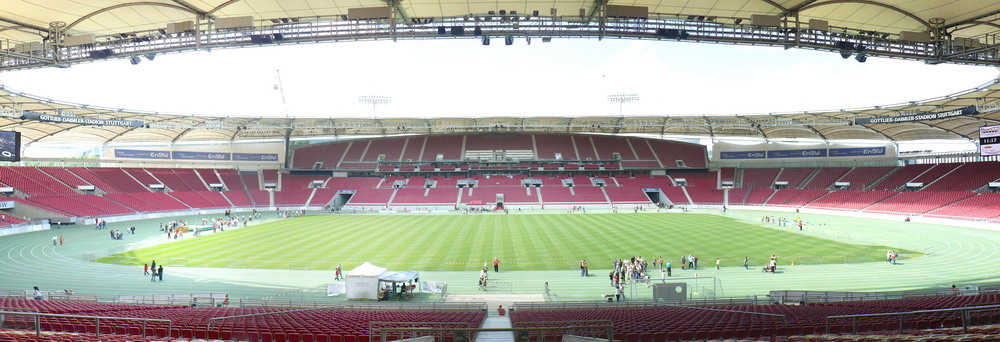
Das Stuttgarter Gottlieb-Daimler-Stadion im Jahr 2007

Der 1500-Meter-Lauf der Frauen bei den Leichtathletik-Weltmeisterschaften 1993 wurde am 20. und 22. August 1993 im Stuttgarter Gottlieb-Daimler-Stadion ausgetragen.
Nach den souveränen Siegen chinesischer Langstrecklerinnen über 3000 und 10.000 Meter gab es auch hier auf der Mittelstrecke einen deutlichen chinesischen Erfolg. Weltmeisterin wurde Liu Dong, die mit 60,15 Sekunden eine beeindruckende letzte Runde lief. Sie gewann vor der Irin Sonia O’Sullivan. Bronze ging an die favorisierte algerische Titelverteidigerin und Olympiasiegerin von 1992 Hassiba Boulmerka.

## Rekorde

### Bestehende Rekorde
| Weltrekord               | 3:52,47 min | Tatjana Kasankina | Zürich, Schweiz         | 13. August 1980   |
| Weltmeisterschaftsrekord | 3:58,56 min | Tetjana Samolenko | WM 1987 in Rom, Italien | 5. September 1987 |

Der bestehende WM-Rekord wurde bei diesen Weltmeisterschaften nicht eingestellt und nicht verbessert. Auch im Finale wurde die Marke von vier Minuten nicht unterboten.

## Vorrunde
Die Vorrunde wurde in drei Läufen durchgeführt. Die ersten vier Athletinnen pro Lauf – hellblau unterlegt – sowie die darüber hinaus drei zeitschnellsten Läuferinnen – hellgrün unterlegt – qualifizierten sich für das Finale.

### Vorlauf 1
20. August 1993, 11:00 Uhr
| Platz | Name                | Nation              | Zeit (min) |
| ----- | ------------------- | ------------------- | ---------- |
| 1     | Sonia O’Sullivan    | Irland              | 4:05,81    |
| 2     | Yi Lu               | Volksrepublik China | 4:05,97    |
| 3     | Theresia Kiesl      | Österreich          | 4:06,89    |
| 4     | Maite Zúñiga        | Spanien             | 4:07,46    |
| 5     | Anna Brzezińska     | Polen               | 4:08,33    |
| 6     | Bettina Andersen    | Dänemark            | 4:09,75    |
| 7     | Blandine Bitzner    | Frankreich          | 4:10,70    |
| 8     | Alisa Hill          | USA                 | 4:11,29    |
| 9     | Sonia McGeorge      | Großbritannien      | 4:12,93    |
| 10    | Sarah Howell        | Kanada              | 4:13,40    |
| 11    | Rawilja Agletdinowa | Belarus             | 4:17,43    |
| 12    | Laurence Niyonsaba  | Ruanda              | 4:25,70    |
| 13    | Raj Kumari Pandey   | Nepal               | 4:49,22    |
| DNS   | Ljubow Kremljowa    | Russland            |            |

### Vorlauf 2
20. August 1993, 11:10 Uhr
| Platz | Name                  | Nation              | Zeit (min) |
| ----- | --------------------- | ------------------- | ---------- |
| 1     | Hassiba Boulmerka     | Algerien            | 4:13,13    |
| 2     | Wei Yan               | Volksrepublik China | 4:13,87    |
| 3     | Oksana Mernikova      | Belarus             | 4:13,93    |
| 4     | Angela Chalmers       | Kanada              | 4:14,34    |
| 5     | Elena Fidatof         | Rumänien            | 4:13,94    |
| 6     | Małgorzata Rydz       | Polen               | 4:14,75    |
| 7     | Gwen Griffiths        | Südafrika           | 4:14,81    |
| 8     | Annette Peters        | USA                 | 4:15,19    |
| 9     | Harumi Hiroyama       | Japan               | 4:19,67    |
| 10    | Wera Tshuwaschowa     | Russland            | 4:21,33    |
| 11    | Lyudmila Derevyankina | Kirgisistan         | 4:28,39    |
| DNS   | Alia Almatari         | Jordanien           |            |
| DNS   | Karolina Tanona       | Fidschi             |            |

### Vorlauf 3
20. August 1993, 11:20 Uhr
| Platz | Name                 | Nation              | Zeit (min) |
| ----- | -------------------- | ------------------- | ---------- |
| 1     | Liu Dong             | Volksrepublik China | 4:04,36    |
| 2     | Ljudmila Rogatschowa | Russland            | 4:07,52    |
| 3     | Fabia Trabaldo       | Italien             | 4:07,95    |
| 4     | Carla Sacramento     | Portugal            | 4:08,32    |
| 5     | Violeta Beclea       | Rumänien            | 4:08,82    |
| 6     | Leah Pells           | Kanada              | 4:08,97    |
| 7     | Sandra Gasser        | Schweiz             | 4:11,75    |
| 8     | Andrea Sollárová     | Slowakei            | 4:14,47    |
| 9     | Soraya Vieira Telles | Brasilien           | 4:18,67    |
| 10    | Gina Procaccio       | USA                 | 4:29,17    |
| 11    | Shirley Cespedes     | Costa Rica          | 4:42,15    |
| 12    | Martha Portobanco    | Nicaragua           | 4:56,22    |
| DNF   | Simone Weidner       | Deutschland         |            |

## Finale

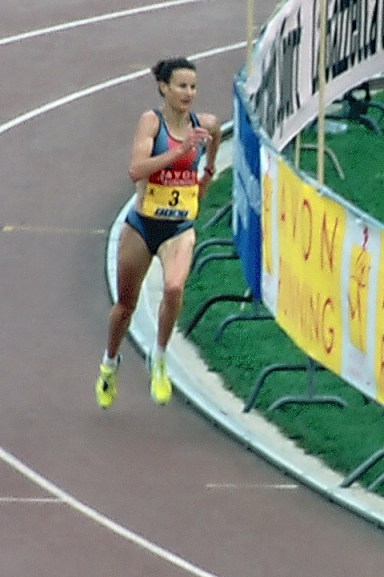
Erster großer internationaler Erfolg für Vizeweltmeisterin Sonia O’Sullivan – später gab es für sie weitere Medaillen und Top-Platzierungen

22. August 1993, 16:00 Uhr
| Platz | Name                 | Nation              | Zeit (min) |
| ----- | -------------------- | ------------------- | ---------- |
| 1     | Liu Dong             | Volksrepublik China | 4:00,50    |
| 2     | Sonia O’Sullivan     | Irland              | 4:03,48    |
| 3     | Hassiba Boulmerka    | Algerien            | 4:04,29    |
| 4     | Yi Lu                | Volksrepublik China | 4:06,06    |
| 5     | Angela Chalmers      | Kanada              | 4:07,95    |
| 6     | Theresia Kiesl       | Österreich          | 4:08,04    |
| 7     | Anna Brzezińska      | Polen               | 4:08,11    |
| 8     | Fabia Trabaldo       | Italien             | 4:08,23    |
| 9     | Violeta Beclea       | Rumänien            | 4:08,57    |
| 10    | Wei Yan              | Volksrepublik China | 4:09,05    |
| 11    | Carla Sacramento     | Portugal            | 4:09,15    |
| 12    | Maite Zúñiga         | Spanien             | 4:10,79    |
| 13    | Ljudmila Rogatschowa | Russland            | 4:12,14    |
| 14    | Leah Pells           | Kanada              | 4:13,87    |
| 15    | Oksana Mernikova     | Belarus             | 4:18,93    |

## Video
- Women's 1500m Final World Champs Stuttgart 1993 auf youtube.com, abgerufen am 17. Mai 2020